# Baseball's Peerless Leader
Baseball's Peerless Leader è un cortometraggio muto del 1913 diretto da Leopold Wharton e interpretato dal giocatore di baseball Frank Chance.

## Produzione
Il film fu prodotto dalla Pathé Frères.

## Distribuzione
Distribuito in sala il 4 dicembre 1913 dalla General Film Company, il film uscì con una nuova riedizione nel 1916, distribuito dalla Pathé Exchange.

### Date di uscita
IMDb
- USA 4 dicembre 1913
- USA 12 novembre 1916 (riedizione)